# Load
Load (с англ. — «Бремя») — шестой студийный альбом американской метал-группы Metallica, выход которого состоялся в июне 1996 года на лейбле Elektra Records в Соединенных Штатах и на Vertigo Records международно. Выход альбома Load ознаменовал собой отход от стиля трэш-метал в сторону хард-рока, что сильно разочаровало некоторых поклонников группы. Альбом записан в стиле таких жанров, как южный рок, блюз-рок, кантри-рок и альтернативный рок. Барабанщик Ларс Ульрих сказал более подробно о характере звучания Load: «Этот альбом и то, что мы с ним делаем, — вот, на мой взгляд, в чём суть Metallica: осваивать разные вещи. И если ты перестанешь осваивать что-то новое, сиди на одном месте и жди, когда сдохнешь». С продолжительностью почти в 79 минут Load является самым длительным альбомом в дискографии Metallica.
Load получил неоднозначные отзывы от критиков, но имел коммерческий успех, дебютировав на первом месте американского чарта Billboard 200. За первую неделю было продано 680 000 копий, что сделало альбом самым успешным дебютом 1996 года. Альбом был сертифицирован как пятикратно «платиновый» в Соединённых Штатах (RIAA) с продажами в 5 миллионов экземпляров. В рамках маркетинговой кампании были выпущены четыре сингла — «Until It Sleeps», «Hero of the Day», «Mama Said» и «King Nothing».

## Предыстория
Load, выпущенный примерно через пять лет после коммерчески успешного альбома Metallica, дал понять, что группа уходит от своих трэш-металлических корней в сторону хард-рока. На момент создания материала у группы насчитывалось 30 демо-версий песен, записанные Джеймсом Хэтфилдом и Ларсом Ульрихом в домашней студии последнего. В начале 1995 года группа в студии Record Plant приступила к записи нового альбома, работа над которым длилась около года. Коллектив снова работал с продюсером Бобом Роком, который управлял процессом записи Metallica. В написании песен почти полностью отсутствует стиль трэш-метала, который охарактеризовал звучание группы в 1980-х годах. Metallica перечислила несколько исполнителей и групп, которыми они вдохновлялись во время написания песен для альбомов Load и Reload, в их числе были Kyuss, Alice In Chains, Soundgarden, Primus, ZZ Top, Pantera, Corrosion of Conformity, Тед Ньюджент, Aerosmith, а также исполнители, получившие особую известность в 90-х, такие как Oasis, Аланис Мориссетт и Гарт Брукс. Это привело к тому, что Load имел гораздо более умеренный темп и мелодичное звучание. Вместо стаккато-риффов Хэтфилд и гитарист Кирк Хэммет экспериментировали с тонами и стилями, основанными на блюз-роке. Кроме того, Ульрих применил минималистский подход к записи своих барабанных партий, отказавшись от скорости и сложных партий на двойной бас-бочке, характерных для ранних альбомов, и используя более простые методы и стили игры. Тексты песен альбома демонстрируют отход от ранее социальных и политических тем Metallica; многие треки с Load обсуждают темы депрессии, в том числе «Bleeding Me», «Mama Said» и «Until It Sleeps», посвящённые смерти матери Хэтфилда, и «The Outlaw Torn», который повествует о копинге группы в связи со смертью Клиффа Бёртона. Другие песни, такие как «The House Jack Built» и «Cure», обсуждают темы наркомании и алкоголизма, а «Thorn Within» и «Poor Twisted Me» отражают борьбу Джеймса с депрессией.
Хэммет, поощряемый продюсером Бобом Роком, в этом альбоме впервые записал партии ритм-гитары, ведь до этого он играл только соло, а Хэтфилд играл все ритм-партии, чтобы добиться более плотного звучания. Джеймс, в свою очередь, тоже записал несколько гитарных соло в альбоме.

## Об альбоме
Альбом стал для группы возвращением после пятилетнего перерыва после выхода их самой успешной пластинки Metallica. К моменту выпуска Load сильно изменилась как стилистика группы — все участники коротко постригли волосы (хотя Кирк Хэммет впоследствии их вновь отрастил), так и музыка Metallica. В альбоме практически отсутствуют элементы трэш-метала — стиля, которого группа придерживалась во всех своих предыдущих альбомах. Вместо этого в альбоме представлены композиции жанров хард-рок, хеви-метал и даже блюз-рок. Как это было и с предыдущими релизами группы, 14 песен из альбома Load были изначально набросками и демо-вариантами, сочинёнными Джеймсом Хетфилдом и Ларсом Ульрихом и записанными в студии Ларса The Dungeon. Группа выбрала около 30 из них и весной 1995 отправилась в студию The Plant Studios, где и проработала следующий год. Продюсером группы снова стал Боб Рок, который работал с Metallica во время записи The Black Album.
Вместо отрывистых, агрессивных и жёстких риффов Хэтфилд и Хэммет больше экспериментировали с блюзом. Ларс Ульрих перестал использовать сложные приёмы игры (двойная педаль бас-бочки) и переключился на среднетемповую игру. Джеймс Хетфилд с пессимистических социальных текстов перешёл на более личные и интроспективные (песня «Until It Sleeps», которая также вышла как сингл, адресована матери Хэтфилда, умершей от рака, «Mama Said» развивает тему сложных взаимоотношений с матерью).

## Логотип и обложка
В альбоме впервые представлен новый логотип группы, который закруглил острые края предыдущего логотипа, значительно упростив его внешний вид. Буклет издания альбома стал объёмнее и содержал много фотографий, сделанных Антоном Корбейном, на которых группа была изображена в разной одежде, включая белые рубашки с подтяжками, кубинские костюмы и готику. Тексты песен содержались не полностью — в отличие от буклетов предыдущих альбомов, где тексты были представлены целиком. В 2009 году в интервью журналу Classic Rock Хэтфилд сказал:
Ларс и Кирк рулили на этих пластинках. Носились с темой «нам нужно заново изобрести себя». Имидж для меня не зло, но если имидж — это не ты, то в этом нет никакого смысла. Я думаю, что они были увлечены атмосферой вокруг U2, типа Боно, изображающего свое альтер эго. Мне этого было не понять. Всё вот это вот: «А давайте теперь в этой фотосессии мы будем глэм-рокерами 70-х!» Что, простите? Большую часть фотографий, которые должны были быть в буклете, я выкинул. Вся эта история с обложкой, она шла вразрез с моими ощущениями.
Обложка представляла собой фотографию Андреса Серрано под названием «Semen and Blood III». На ней изображена кровь быка, смешанная с семенной жидкостью автора и помещённая между двумя стёклами. Совершенно новая стилистика обложки Load сохранилась также и в следующем альбоме ReLoad, и в синглах из этих альбомов.
В том же интервью Хэтфилд пояснил:
Ларс и Кирк были очень увлечены абстрактным искусством, притворяясь, что они геи. Я думаю, они знали, что меня это бесит. Я люблю искусство, но не ради того, чтобы шокировать других. Я думаю, обложка Load была просто иронией над всем этим. Я просто согласился с макетом и со всем этим безумным, глупым дерьмом, которое они посчитали нужным сделать.
На данный момент именно Load является самым длительным альбомом во всей дискографии Metallica — 78 минут 59 секунд, хотя по замыслу группы он должен был быть ещё длиннее, но песню «The Outlaw Torn» пришлось укоротить на 30 секунд, так как иначе альбом не поместился бы на компакт-диск.

## Список композиций
| №                   | Название               | Автор(ы)                 | Длительность |
| ------------------- | ---------------------- | ------------------------ | ------------ |
| 1.                  | «Ain't My Bitch»       | Хэтфилд, Ульрих          | 5:04         |
| 2.                  | «2 X 4»                | Хэтфилд, Ульрих, Хэмметт | 5:28         |
| 3.                  | «The House Jack Built» | Хэтфилд, Ульрих, Хэмметт | 6:39         |
| 4.                  | «Until It Sleeps»      | Хэтфилд, Ульрих          | 4:29         |
| 5.                  | «King Nothing»         | Хэтфилд, Ульрих, Хэмметт | 5:28         |
| 6.                  | «Hero of the Day»      | Хэтфилд, Ульрих, Хэмметт | 4:21         |
| 7.                  | «Bleeding Me»          | Хэтфилд, Ульрих, Хэмметт | 8:18         |
| 8.                  | «Cure»                 | Хэтфилд, Ульрих          | 4:54         |
| 9.                  | «Poor Twisted Me»      | Хэтфилд, Ульрих          | 4:00         |
| 10.                 | «Wasting My Hate»      | Хэтфилд, Ульрих, Хэмметт | 3:57         |
| 11.                 | «Mama Said»            | Хэтфилд, Ульрих          | 5:19         |
| 12.                 | «Thorn Within»         | Хэтфилд, Ульрих, Хэмметт | 5:51         |
| 13.                 | «Ronnie»               | Хэтфилд, Ульрих          | 5:17         |
| 14.                 | «The Outlaw Torn»      | Хэтфилд, Ульрих          | 9:48         |
| Общая длительность: | Общая длительность:    | Общая длительность:      | 78:59        |

## Участники записи

### Metallica
- Джеймс Хетфилд — ритм-гитара, акустическая гитара, соло-гитара, вокал
- Кирк Хэммет — соло-гитара, ритм-гитара
- Джейсон Ньюстед — бас-гитара, бэк-вокал
- Ларс Ульрих — ударные, перкуссия

### Производство
- Боб Рок, Джеймс Хэтфилд, Ларс Ульрих — продюсеры
- Brian Dobbs, Randy Staub — звукооператоры
- Brian Dobbs, Jason Goldstein, Kent Matcke — ассистенты звукооператоров
- Mike Rew, Randy Staub — микширование
- Curry — ассистент микширования
- George Marino — мастеринг
- Paul DeCarli — цифровая обработка
- Mike Gillies, Chris Vrenna — ассистенты инженеров цифровой обработки
- Chris Vrenna — программирование
- Andie Airfix — дизайн
- Андрес Серрано — дизайн обложки
- Антон Корбейн — фотограф

## Чарты и сертификации
| Чарт (1996)                         | Высшая Позиция |
| ----------------------------------- | -------------- |
| Австралия (ARIA)                    | 1              |
| Австрия (Ö3 Austria)                | 1              |
| Бельгия (Ultratop)                  | 1              |
| Великобритания (OCC)                | 1              |
| Германия (Media Control)            | 1              |
| Италия (Hit Parade Italia)          | 3              |
| Нидерланды (MegaCharts)             | 1              |
| Норвегия (VG-lista)                 | 1              |
| Новая Зеландия (Recorded Music NZ)  | 1              |
| США (Billboard 200)                 | 1              |
| Финляндия (Suomen virallinen lista) | 1              |
| Франция (SNEP)                      | 1              |
| Швеция (Schweizer Hitparade)        | 1              |

| Регион | Сертификация  | Продажи    |
| --- | ------------- | ---------- |
| Аргентина (CAPIF) | Платиновый    | 60 000^    |
| Австралия (ARIA) | 5× Платиновый | 350 000    |
| Австрия (IFPI Austria) | Платиновый    | 50 000*    |
| Бельгия (BEA) | Золотой       | 25 000*    |
| Бразилия (ABPD) | Золотой       | 100 000*   |
| Канада (Music Canada) | 4× Платиновый | 400 000^   |
| Дания (IFPI Danmark) | Платиновый    | 50 000^    |
| Финляндия (Musiikkituottajat) | Платиновый    | 64,384     |
| Франция (SNEP) | Золотой       | 100 000*   |
| Германия (BVMI) | 5× Золотой    | 1 250 000  |
| Греция (IFPI Greece) | Золотой       | 31,000     |
| Венгрия (Mahasz) | Золотой       |            |
| Италия (FIMI) | Золотой       | 50 000*    |
| Япония (RIAJ) | Платиновый    | 200 000^   |
| Нидерланды (NVPI) | Золотой       | 50 000^    |
| Новая Зеландия (RMNZ) | Платиновый    | 15 000^    |
| Норвегия (IFPI Norway) | Платиновый    | 50 000*    |
| Португалия (AFP) | Золотой       | 20 000^    |
| Польша (ZPAV) | Платиновый    | 100 000*   |
| Испания (PROMUSICAE) | Платиновый    | 100 000^   |
| Швеция (GLF) | Платиновый    | 100 000^   |
| Швейцария (IFPI Switzerland) | Золотой       | 25 000^    |
| Турция (Mü-Yap) | Золотой       | 5000*      |
| Великобритания (BPI) | Платиновый    | 300 000    |
| США (RIAA) | 5× Платиновый | 5,400,000  |
| Уругвай (CUD) | Золотой       | 3000^      |
| Итого |               |            |
| Европа (IFPI) | 2× Платиновый | 2 000 000* |
| * Данные о продажах приведены только на основе сертификации. · ^ Данные о тиражах приведены только на основе сертификации. · Данные о продажах + прослушиваниях приведены только на основе сертификации. |               |            |